# Carmelo Cuttitta
Carmelo Cuttitta (Godrano, 24 marzo 1962) è un vescovo cattolico italiano, dal 28 dicembre 2020 vescovo emerito di Ragusa.

## Biografia
Nasce il 24 marzo 1962 da una famiglia di cattolici praticanti a Godrano, nell'arcidiocesi di Palermo e lì conosce e frequenta l'allora parroco padre Pino Puglisi a cui rimarrà sempre legato.

### Formazione e ministero sacerdotale
Consegue il baccellierato canonico in teologia presso la Pontificia facoltà teologica di Sicilia "San Giovanni Evangelista" a Palermo.
Il 10 gennaio 1987 l'arcivescovo di Palermo, cardinale Salvatore Pappalardo, lo ordina presbitero.
Subito dopo viene nominato assistente diocesano dell'Azione cattolica giovani, incarico che mantiene per otto anni.
Nel 1990 il cardinale Pappalardo lo nomina suo segretario particolare; lascia l'incarico nel 1996 per diventare parroco di San Giuseppe Cottolengo, sempre a Palermo.
Fra i tanti incarichi diocesani assegnatigli ricopre pure quello di membro della commissione diocesana per la canonizzazione di padre Puglisi.

### Ministero episcopale
Il 28 maggio 2007 papa Benedetto XVI lo nomina vescovo titolare di Novi e vescovo ausiliare di Palermo. Il 7 luglio seguente riceve l'ordinazione episcopale nella cattedrale di Palermo da Paolo Romeo, arcivescovo metropolita di Palermo e futuro cardinale, co-consacranti Salvatore Gristina, arcivescovo metropolita di Catania, e Domenico Mogavero, vescovo di Mazara del Vallo.
Già dal 1991 segretario aggiunto della Conferenza episcopale siciliana, dopo la nomina a vescovo ne diviene segretario generale. È anche vicario generale dell'arcidiocesi palermitana.
Il 7 ottobre 2015 papa Francesco lo nomina vescovo di Ragusa; il 28 novembre prende possesso canonico della diocesi.
Il 28 dicembre 2020 lo stesso papa accoglie la sua rinuncia al governo pastorale della diocesi di Ragusa per motivi di salute. Il 9 gennaio 2021 si congeda dalla diocesi con una celebrazione eucaristica nella cattedrale di San Giovanni Battista.

## Stemma e motto

### Blasonatura
Tagliato d'azzurro e d'oro ai tre gigli attraversanti sul taglio dell'uno nell'altro, posti in palo; caricato in capo dell'ombra di sole di sedici raggi ondeggianti, ricaricato delle lettere IHS di nero e in punta della torre d'argento, merlata alla guelfa di cinque pezzi, aperta e finestrata di nero.
Ornamenti esteriori da vescovo.

### Interpretazione
Lo stemma episcopale è diviso in due parti:

nella prima parte su uno sfondo azzurro (colore che rappresenta l'ascesa verso Dio) vi è il sole, con al centro il monogramma di Gesù Cristo Salvatore del Mondo (IHS), a simboleggiare che Cristo è la luce che ci conduce alla Salvezza;

nella seconda parte, su uno sfondo d'oro, il metallo nobile per eccellenza, che rimanda alla virtù principale, la Fede, vi è una torre che simboleggia Maria, invocata come Beata Vergine Maria del Monte Carmelo, richiamando, quindi, il nome del vescovo.
Le due parti sono divise da tre gigli che fanno riferimento a santa Rosalia, patrona di Palermo, sua arcidiocesi di origine.

### Motto
Il motto scelto è In omnibus Christus (Cristo è tutto in tutti) ed è tratto dalla Lettera di san Paolo ai Colossesi (Cf.3,11).

## Genealogia episcopale
La genealogia episcopale è:
- Cardinale Scipione Rebiba
- Cardinale Giulio Antonio Santori
- Cardinale Girolamo Bernerio, O.P.
- Arcivescovo Galeazzo Sanvitale
- Cardinale Ludovico Ludovisi
- Cardinale Luigi Caetani
- Cardinale Ulderico Carpegna
- Cardinale Paluzzo Paluzzi Altieri degli Albertoni
- Papa Benedetto XIII
- Papa Benedetto XIV
- Papa Clemente XIII
- Cardinale Enrico Benedetto Stuart
- Papa Leone XII
- Cardinale Chiarissimo Falconieri Mellini
- Cardinale Camillo Di Pietro
- Cardinale Mieczysław Halka Ledóchowski
- Cardinale Jan Maurycy Paweł Puzyna de Kosielsko
- Arcivescovo Józef Bilczewski
- Arcivescovo Bolesław Twardowski
- Arcivescovo Eugeniusz Baziak
- Papa Giovanni Paolo II
- Cardinale Paolo Romeo
- Vescovo Carmelo Cuttitta